# Brasão de armas de Burquina Fasso
O Brasão de armas de Burquina Fasso reproduz a bandeira nacional. É de campo cortado. Na parte superior do escudo há um pergaminho onde se lê o nome do país "Burkina Faso" e na parte inferior há outro pergaminho com o lema nacional “Unité, Progrès, Justice” (União, Progresso, Justiça). O escudo está sustentado por dois cavalos que representam a coragem, duas lanças e um livro representando a educação.